# Johann Buchholz (Regisseur)
Johann Buchholz (* 1971 in Hamburg) ist ein deutscher Filmregisseur, Drehbuchautor und Filmproduzent. Mit seiner Berliner Produktionsfirma Friday Film entwickelte er Serienformate. Zu seinen bekanntesten Arbeiten zählen Mann/Frau (BR), Paare (Arte/Netflix), Kleine Sünden (Sky) und 10 Steps to Power (ZDF). Als Showrunner und Autor verbindet er feuilletonfähige Stoffe mit popkulturellem Gespür.

## Werdegang
Johann Buchholz wuchs in Hamburg auf und absolvierte dort sein Abitur. Anschließend studierte er Filmgeschichte an der Sorbonne in Paris und absolvierte ein Regiestudium an der Filmschule ESRA, das er mit Diplom abschloss.
Seine berufliche Laufbahn begann er in Frankreich: Zwischen 1998 und 2013 arbeitete er zunächst für den Fernsehsender Canal+, später als Redakteur für Paris Première. Dort sammelte er Erfahrungen im französischen Autorenfernsehen, die seine spätere Arbeit maßgeblich prägten. 
2014 gründete er in Berlin die Produktionsfirma Friday Film. Die Firma etablierte sich rasch als Adresse für anspruchsvolle Serienformate im Kurz- und Halbstundenbereich. Als Autor, Regisseur und Showrunner entwickelte Buchholz u. a.:
- Mann/Frau – eine Webserie über Geschlechterklischees (BR, später Das Erste)
- Paare – eine dialogstarke, minimalistische Kurzfilmreihe über moderne Beziehungen (Arte/Netflix)
- Kleine Sünden – eine satirische Anthologie über das moralische Scheitern (Sky)
- 10 Steps to Power – eine humorvolle Mini-Serie über Machtmechanismen in der Arbeitswelt (ZDFneo)

## Call My Agent Berlin
Im Auftrag von Disney+ adaptierte Buchholz als Showrunner, Headwriter und Regisseur die französische Erfolgsserie Dix pour cent für den deutschsprachigen Raum. Call My Agent Berlin, eine Koproduktion von Friday Film und Wild Bunch Germany, wurde 2025 fertiggestellt. Buchholz inszenierte die finalen Folgen der ersten Staffel (Folgen 9 und 10) selbst.
Die Serie thematisiert mit Ironie und Tempo die Mechanismen der deutschen Unterhaltungsbranche. Buchholz schrieb die Bücher gemeinsam mit Timon Karl Kaleyta, unterstützt von Jana Buchholz, Fabienne Hurst und Caroline Rosales. Neben ihm führten Laura Lackmann und Boris Kunz Regie. Die Ausstrahlung ist für den Herbst 2025 angekündigt.

## Weitere Tätigkeiten
Neben seinen Eigenproduktionen arbeitet Buchholz auch als Auftragsautor. Für die Jerks verfasste er die Drehbücher der Staffeln 3 und 4 mit. Auch im Theaterbereich wurde seine Arbeit rezipiert: Seine Serie Paare wurde am Theater Bielefeld und Theater Regensburg auf die Bühne übertragen.
Gemeinsam mit Daniel Gerlach verfasste er außerdem das dokumentarische Hörspiel "Lord Haw-Haw. Hitlers englische Stimme", gesprochen von Ulrich Noethen.

## Produktionsfirma
Die Friday Film GmbH ist seit 2020 Teil der Studio-Hamburg-Gruppe und führt die Geschäfte der einstigen Ulmen TV fort. Die Firma hat ihren Sitz in Berlin.

## Persönliches
Buchholz lebt in Hamburg und Berlin.